# Enzo Petraccone
Enzo Petraccone (Muro Lucano, 29 dicembre 1890 – Monte Valbella, 15 giugno 1918) è stato uno scrittore e giornalista italiano, detto lo scrittore-soldato.

## Biografia
Dopo i primi studi nel paese natale, si trasferì a Napoli dove frequentò il liceo classico Antonio Genovesi e successivamente l'università laureandosi in lettere. Fu, oltre che letterato, anche giornalista, scrisse infatti per diversi quotidiani e settimanali tra cui Il Secolo XIX, Il Mattino, Il Giorno, diretto da Matilde Serao e altre testate. Fu grande amico e allievo di Benedetto Croce. Partì come volontario per la prima guerra mondiale in cui trovò la morte. Fu insignito di medaglia d'argento al valor militare.
La biblioteca di Muro Lucano fu a lui intitolata e Benedetto Croce, durante l'inaugurazione, il 10 giugno 1923, tenne un discorso poi pubblicato da Laterza nel 1924.

## Opere
Scrisse diverse opere tra cui: 
- L'isola di Capri, Bergamo: Istituto italiano d'arti grafiche, 1913[1]
- La commedia dell'arte : storia, tecnica, scenari ; con prefazione di Benedetto Croce, Napoli: R. Ricciardi, 1927
- Luca Giordano: opera postuma; aggiunti i Colloqui; a cura di Benedetto Croce, Napoli: R. Ricciardi, 1919[1]
- Cagliostro nella storia e nella leggenda, Milano; Palermo: R. Sandron, 1915[1]